# Horisme grandescens
Horisme grandescens är en fjärilsart som beskrevs av Louis Beethoven Prout 1929. Horisme grandescens ingår i släktet Horisme och familjen mätare. Inga underarter finns listade i Catalogue of Life.